# Jan Paulus Schagen
Jan Paulus Schagen (né le 2 novembre 1689, et mort le 12 décembre 1746 à Colombo) est un gouverneur intérimaire du Ceylan néerlandais.

## Biographie
Il fut nommé en tant que gouverneur intérimaire après le décès du précédent gouverneur Johannes Hertenberg et avant l'arrivée de Petrus Vuyst.